# Cocu (Argeș)
Pour les articles homonymes, voir Cocu.
Cocu est une commune du județ d'Argeș en Roumanie.